# Rostam y Sohrab
La tragedia de Rostam y Sohrab forma parte de la epopeya persa Shāhnāmé del siglo X del poeta persa Ferdousí. Cuenta la trágica historia de los héroes Rostam y su hijo, Sohrab.

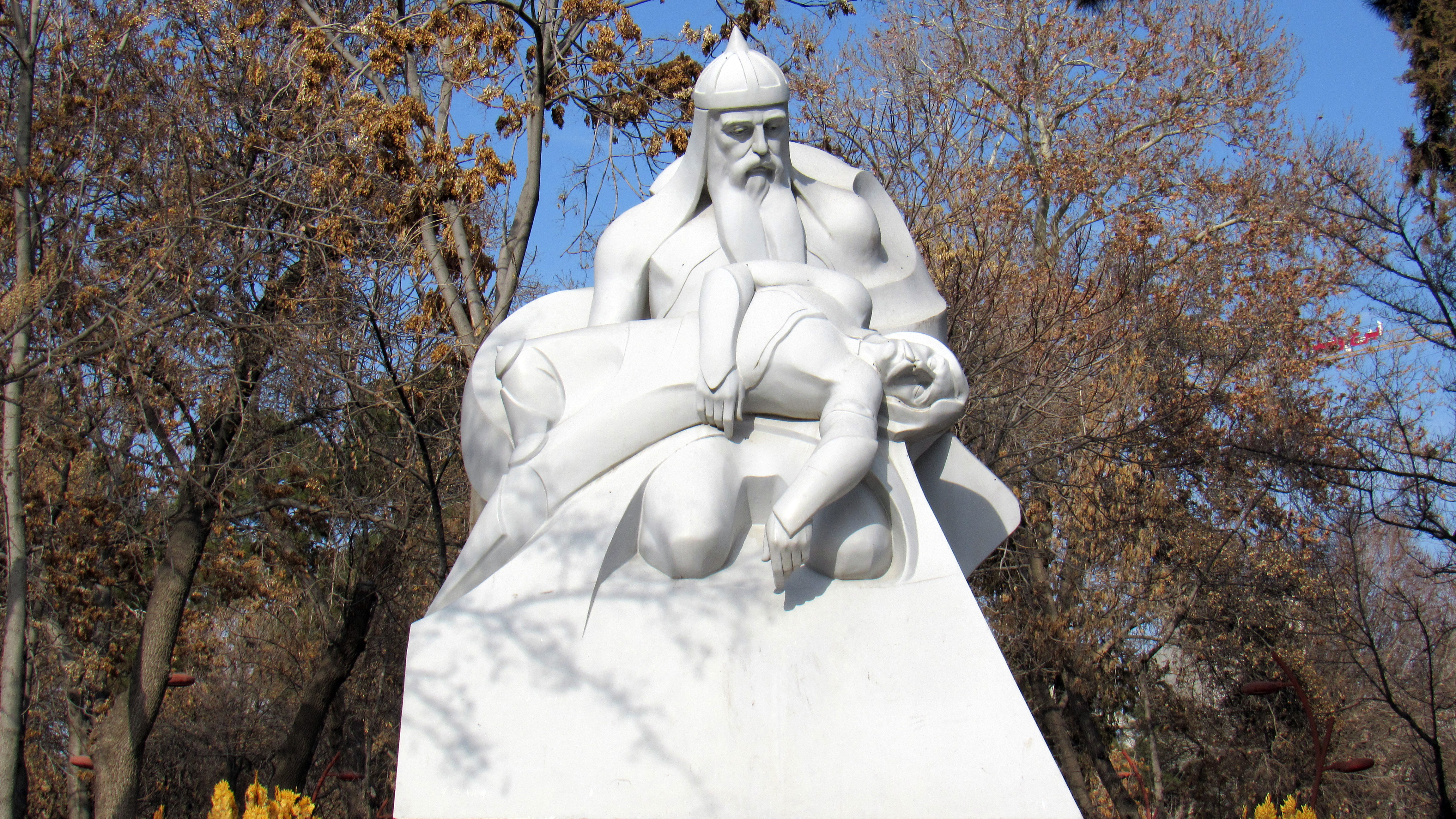
Estatua de Rostam y Sohrab

## Trama
Rostam vivía en Sistán, Irán, héroe y uno de los favoritos del rey Kaykavous. Una vez, siguiendo las huellas de su caballo perdido, ingresa al reino de Samangan, donde se convierte en el invitado del rey durante la búsqueda de su caballo. Allí, Rostam conoce a la princesa Tahmina. Ella admira a Rostam y conoce su reputación; por la noche Tahmina entra en su habitación le pregunta si le dará un hijo y, a cambio, ella traerá su caballo. Asimismo, Rostam se anamora a ella y debido de eso le pidió a un sacerdote que le proponga matrimonio a su padre. Rostam se va después de embarazar a Tahmina y le devuelven su caballo. Antes de irse, Rostam da dos fichas  la princesa. Si tiene una niña, debe tomar la joya y trenzarla en el cabello de la niña. Si tiene un niño, debe tomar el sello y atarlo al brazo del niño. 
Nueve meses después, la princesa da a luz a su hijo, un varón, al que más tarde llama Sohrab. Pasan años antes de que Rostam y Sohrab se encuentren. Finalmente, una nueva guerra entre Irán y Turán está a punto de comenzar. Los dos ejércitos se enfrentan y se preparan para la inminente batalla. Para entonces, Sohrab ha adquirido fama de ser el mejor luchador del ejército de Turán. Pero la leyenda de Rostam lo precede y el ejército de Turan se encoge ante el héroe. Nadie más se atreve a luchar contra Rostam, por lo que Sohrab es enviado a luchar con el héroe legendario. Aunque Sohrab conoce el nombre de su padre, no sabe que el hombre que tiene delante es Rostam. En el campo de batalla, Rostam y Sohrab luchan por lo que parece una eternidad, sin saber el verdadero nombre de su oponente.
Después de una pelea muy larga y dura, Rostam rompe la espalda de Sohrab y lo apuñala. Sohrab, moribundo, le dice a Rostam que su padre vengará su muerte y solo entonces se darán cuenta de sus identidades. Sohrab saca el amuleto de brazalete que Rostam le dio una vez a Tahmina, quien se lo dio a su hijo para mantenerlo a salvo durante la guerra. Rostam intenta buscar un ungüento para curar su hijo, pero no consigue salvarlo, hecho por el cual sufre mucho. Cuando descubre que su hijo está muerto, Tahmina quema la casa de Sohrab y regala todas sus riquezas. Entonces "el aliento se fue de su cuerpo, y su espíritu salió tras su hijo Sohrab".

## Adaptaciones
- Sohrab y Rustum (1853), de Matthew Arnold, idioma inglés
- Rostam y Sohrab, ópera de 1988 de Loris Tjeknavorian
- Rustam y Zohrab (1910), de Uzeyir Hajibeyov, idioma azerí
- Rustom O Sohrab (1929), de Agha Hashar Kashmiri, idioma urdu
- Rustom Sohrab (1963), película en hindi de la India protagonizada por Prithviraj, Premnath, Suraiyya y Mumtaz.
- Dastan-e Rustam-ou Suhrab, una película tayika producida por Benyamin Kimyagarov. La trama de la película difiere de la historia en algunos lugares. Por ejemplo, Tahmineh llega al campo de batalla tratando de detener la pelea; Rustam le da un brazalete (no un collar) lo suficientemente grande como para que le quepa solo a sus robustos brazos, y ahora solo le quede al brazo de Sohrab; y Rustam usa un cuchillo envenenado para apuñalar a su hijo.
- Sooge Sohrab (The Tragedy of Sohrab) (2014) (pieza musical), de Sahba Aminikia, idioma inglés